# Sloanea lasiocoma
Sloanea lasiocoma é uma espécie de planta do gênero Sloanea e da família Elaeocarpaceae. 

## Taxonomia
A espécie foi descrita em 1886 por Karl Moritz Schumann. 
O seguinte sinônimo já foi catalogado:  
- Sloanea hirsuta australis  T.D.Penn.

## Forma de vida
É uma espécie terrícola e arbórea. 

## Descrição
| forma              | tabular                                                        |
| Folha              |                                                                |
| filotaxia          | alterna ou oposta                                              |
| estípula           | presente                                                       |
| limbo              | obovado/elíptico/oblanceolado                                  |
| margem do limbo    | inteira                                                        |
| venação            | broquidódroma                                                  |
| Inflorescência     |                                                                |
| posição            | axilar/terminal                                                |
| tipo               | tirso indeterminado/racemo bracteado/racemo frondoso bracteado |
| Flor               |                                                                |
| sépala             | presente                                                       |
| pétala             | ausente                                                        |
| conectivo          | agudo                                                          |
| ovário             | séssil                                                         |
| sépala na antese   | cobre órgão reprodutivo                                        |
| Fruto              |                                                                |
| cápsula loculicida | coberto por cerda                                              |
| Semente            |                                                                |
| arilo              | presente                                                       |
| número de semente  | 1                                                              |

## Conservação
A espécie faz parte da Lista Vermelha das espécies ameaçadas do estado do Espírito Santo, no sudeste do Brasil. A lista foi publicada em 13 de junho de 2005 por intermédio do decreto estadual nº 1.499-R. 

## Distribuição
A espécie é encontrada nos estados brasileiros de Distrito Federal, Goiás, Minas Gerais, Paraná, Rio Grande do Sul, Santa Catarina e São Paulo. 
Em termos ecológicos, é encontrada no domínio fitogeográfico de Mata Atlântica, em regiões com vegetação de mata ciliar, floresta ombrófila pluvial e mata de araucária.